# Girolamo Fabrizio
Girolamo Fabrizio d'Acquapendente sau Hieronymus Fabricius (n. 20 mai 1537 - d. 21 mai 1619) a fost un anatomist italian, creatorul embriologiei moderne. A fost și unul din descoperitorii valvulelor venoase, descoperire ce a contribuit la elaborarea teoriei circulației sanguine de către William Harvey.

## Activitatea

Operationes chirurgicae, 1685

### Scrieri
- 1600: De formatu foetu
- 1603: De Venarum Ostiolis
- 1600: De Visione, Voce, Auditu
- 1603: De locutione et ejus instrumentis tractatus